# Strigeatida
Ordre
Les Strigeatida sont un ordre de vers plats parasites.

## Liste des familles
Selon ITIS (21 mai 2020) :
- famille Aporocotylidae
- famille Bolbocephalodidae
- famille Brauninidae
- famille Clinostomatidae Luhe, 1901
- famille Cyathocotylidae Poche, 1926
- famille Diplostomatidae Poirier, 1886
- famille Neostrigeidae
- famille Ophiodiplostomatidae
- famille Protrodiplostomatidae Dubois, 1936
- famille Sanguinicolidae Graff, 1907
- famille Schistosomatidae Poche, 1907
- famille Spirorchiidae Stunkard, 1921
- famille Strigeidae Railliet, 1919